# 大津赤十字看護専門学校
大津赤十字看護専門学校（おおつせきじゅうじかんごせんもんがっこう）は、滋賀県大津市小関にある私立専修学校。運営母体は、日本赤十字社。大津赤十字病院付属の専門学校であり、実習は主に大津赤十字病院で行っている。

## 沿革
- 1922年（明治30年）- 創立
- 1929年（明治37年） - 日本赤十字社 滋賀支部病院が看護婦養成機関を設置。
- 1948年（昭和23年） - 大津赤十字学院と改称。
- 1951年（昭和25年） - 大津赤十字高等学院と改称。（保健婦助産婦看護婦法に基づく養成施設として指定。）
- 1976年（昭和51年） - 大津赤十字看護専門学校と改称。（保健婦助産婦看護婦法並びに学校教育法に基づく医療専門課程を設置する専修学校となる。）
- 1987年（昭和62年） - 現在地に移転。
- 1994年（平成6年） - 全寮制廃止。
- 1995年（平成7年）- 専門士の称号が付与できる専修学校の専門課程として認可。

## 学科
- 専門課程 看護学科 3年課程

赤十字社奨学金
- 日本赤十字社看護師同方会奨学資金

## 取得できる資格・免許状

### 看護学科
- 看護師 国家試験受験資格
- 保健師・助産師の養成機関受験資格
- 養護教諭免許一種の養成機関（看護系）受験資格
- 専門士（医療専門課程）の称号[1]
- 四年制大学編入学受験資格

## 交通アクセス
- 西日本旅客鉄道（JR西日本）琵琶湖線（東海道本線）：大津駅より徒歩約15分[2]
- 京阪石山坂本線：三井寺駅より徒歩約8分[2]
- 京阪京津線：上栄町駅より徒歩約5分[2]